# Wichrowo (przystanek kolejowy)
Wichrowo (ros. Вихрово) – przystanek kolejowy w pobliżu miejscowości Swietłyj Put, w rejonie torbiejewskim, w Mordowii, w Rosji. Położony jest na linii Moskwa – Riazań – Samara.